# 아드라스테아 (위성)
아드라스테아(영어: Adrastea/ædrəˈstiːə/, 그리스어: Αδράστεια)는 목성의 위성으로, 목성과 두 번째로 가까운 위성이다. 아드라스테아는 1979년 보이저 2호가 촬영한 사진에서 발견되었으며, 최초로 우주 탐사선을 통해 발견된 위성이다. "아드라스테아"라는 이름은 그리스 신화에서 어린 제우스를 키웠던 아드라스테이아에서 유래했다.
아드라스테아는 목성의 자전 주기보다 자신의 공전 주기가 짧아, 이론적으로는 목성에서 하루에 아드라스테아가 2번 뜨거나 지는 것을 볼 수 있다. 아드라스테아는 목성의 주 고리 가장자리를 돌며, 고리를 이루는 물질들을 고리에 공급해 준다고 추정되고 있다. 1990년대 갈릴레오 탐사선이 아드라스테아를 조사했음에도 불구하고, 아드라스테아의 상세한 물리적 정보는 거의 없다시피하다.

## 발견 및 관측

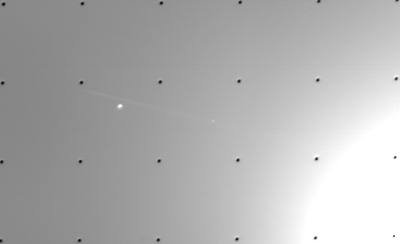
1979년 7월 8일 보이저 2호가 촬영한 사진으로, 아드라스테아가 사진 중앙 부근에 목성 고리와 함께 위치하고 있다. 이 사진은 아드라스테아가 처음으로 찍힌 발견 사진이다.

아드라스테아는 데이비드 C. 제위트와 G. 에드워드 다니엘슨이 1979년 7월 8일 보이저 2호가 촬영한 사진 속에서 발견하였으며, 임시 이름 S/1979 J 1을 부여받았다. 아드라스테아는 우주 탐사선이 발견한 최초의 위성이었다. 이후 1983년에 위성의 명칭이 공식적으로 "아드라스테아"로 확정되었으며, 이름은 그리스 신화에서 어린 제우스를 맡아 키웠던 님프 아드라스테이아에서 따 왔다.
1998년 갈릴레오 탐사선이 아드라스테아의 모습을 찍긴 했지만, 저화질에 머물렀다. 2016년 목성에 도착한 주노 탐사선은 목성 그 자체에 집중하고 있지만, 여건이 된다면 아드라스테아의 사진도 찍을 수 있을 것이다.

## 물리적 성질
아드라스테아의 크기는 20×16×14 km로, 4개 내부 위성들 중 가장 작다. 아드라스테아의 표면적은 840 ~ 1,600 km2로 추정된다. 아드라스테아의 구성 성분과 질량은 아직 알려진 바가 없지만, 평균 밀도는 아말테아와 비슷하게 0.86 g/cm3이라고 예상된다. 이 추정 밀도에 따르면 아드라스테아의 질량은 약 2×1015 kg이며 얼음의 공극률은 10–15%이다.
아드라스테아가 저해상도로만 찍혔기 때문에, 표면 지형들은 하나도 알려진 바가 없다.

## 궤도
아드라스테아는 목성의 내부 위성 중 목성과 2번째로 가까우며, 목성과의 거리는 약 129,000 km(목성 반지름의 1.806배)로 목성 주 고리 바깥쪽 끝에 위치한다. 아드라스테아의 공전 주기는 목성의 자전 주기보다 짧으며, 궤도 이심률과 궤도 경사(목성 적도 기준)는 각각 0.0015, 0.03°으로 매우 작은 편이다.
아드라스테아는 목성에 조석 고정되어 있기 때문에, 달처럼 목성에 항상 같은 면을 보여준다. 이 때 가로 방향(긴 쪽)이 목성을 바라본다. 또한 아드라스테아가 조석 고정되어 있기 때문에, 조석 감속 현상에 의해 아드라스테아의 궤도느 서서히 붕괴되고 있는 중이며, 언젠가는 목성과 충돌할 것이다. 아드라스테아는 목성의 로슈 한계 안쪽에 있지만, 아드라스테아가 부서지지 않고 있기 때문에 아드라스테아는 강체에 가까움을 알 수 있다.
아드라스테아의 공전 속도는 31.378 km/s로, 목성의 위성들 중 두 번째로 공전 속도가 빠르다.

## 목성 고리와의 관계
목성의 고리는 내부 위성 4개에서 충돌 사건으로 인해 방출된 물질들이 모여서 형성되었다고 여겨지며, 아드라스테아는 4개 위성 중 목성 고리에 물질을 가장 많이 공급한다고 추정되는데, 이는 아드라스테아 궤도 근처에, 정확히는 궤도 안쪽에 있는 주 고리가 고리 중 가장 크기 때문이다.
목성 고리의 모습은 관측하는 빛의 방향에 따라서 달라지는데, 전방 산란광으로 관측하면 아드라스테아와 주 고리는 상당히 떨어져 있지만, 후방 산란광으로 관측하면 아드라스테아 궤도 바깥쪽에 옅게 고리 입자들이 존재함을 확인할 수 있다.